# FC Andorf
Der FC Andorf ist ein Fußballverein aus der oberösterreichischen Marktgemeinde Andorf. Der Verein gehört dem Oberösterreichischen Fußballverband (OFV) an und spielt seit der Saison 2018/19 in der fünfthöchsten Leistungsstufe, der Landesliga West.

## Geschichte
Der FC Andorf wurde 1946 gegründet und im Juli desselben Jahres in den Oberösterreichischen Fußballverband aufgenommen. Andorf stieg 1981 erstmals in die OÖ Liga, die höchste Spielklasse des Bundeslandes, auf. In der Saison 1984/85 nahm der Verein erstmals am ÖFB-Cup teil. Andorf schied allerdings in der ersten Runde gegen den Bundesligisten LASK aus. Ein zweites Mal qualifizierte man sich 1986/87 für den Pokal, allerdings scheiterte man erneut in der ersten Runde an einem Bundesligisten, diesmal am SK Sturm Graz. Beim dritten Antreten in der Saison 1987/88 gelang den Oberösterreichern erstmals der Einzug in die zweite Runde, nachdem man in der ersten Runde den Bundesligisten Grazer AK im Elferschießen bezwungen hatte. In der zweiten Runde verlor man allerdings gegen den Kärntner Landesligisten Wolfsberger AC.
Am Ende der erfolgreichsten Cupsaison der Vereinsgeschichte stieg man allerdings im Ligabetrieb aus der OÖ Liga ab. Nach 14 Jahren in der Landesliga folgte 2002 gar der Abstieg in die sechstklassige Bezirksliga. In der Saison 2005/06 wurde der Verein schließlich Meister der Gruppe West und stieg somit nach vier Jahren wieder in die Landesliga auf. Nach vier Spielzeiten folgte 2009/10 allerdings der erneute Abstieg in die Bezirksliga, nachdem man mit nur zwölf Punkten abgeschlagener Tabellenletzter war. In der Bezirksliga West wurde der Verein in den darauffolgenden drei Saisonen immer Vizemeister, in der Saison 2012/13 gelang allerdings nach gewonnener Relegation gegen die fünftklassige Union Katsdorf wieder der Aufstieg in die Landesliga.
Nachdem man sich in der Landesliga eigentlich immer eher im unteren Mittelfeld platziert hatte, wurde Andorf in der Saison 2016/17 Meister der Gruppe West und stieg somit nach 29 Jahren wieder in die OÖ Liga auf. In der vierthöchsten Spielklasse konnte sich der Verein allerdings nur ein Jahr lang halten, am Ende der Saison 2017/18 stieg man als abgeschlagener Tabellenletzter wieder in die Landesliga ab.

## Bekannte Spieler
- Mario Illibauer
- Anel Hadžić